# Atractus surucucu
Espèce
Atractus surucucu est une espèce de serpents de la famille des Dipsadidae.

## Répartition
Cette espèce est endémique du Roraima au Brésil. Elle a été découverte dans la Serra do Surucucu à 1 000 m d'altitude.

## Description
L'holotype de Atractus surucucu, une femelle adulte, mesure 418 mm dont 30 mm pour la queue.

## Étymologie
Son nom d'espèce, du tupi suu´-u-u, « crotale agressif  » qui se trouve être par ailleurs la localité type de cette espèce, la Serra do Surucucu. Surucucu est également le nom vernaculaire de Lachesis muta.

## Publication originale
- Prudente & Passos, 2008 : New Species of Atractus Wagler, 1828 (Serpentes: Dipsadinae) from Guyana Plateau in Northern Brazil. Journal of Herpetology, vol. 42, no 4, p. 723 (texte intégral).